# Berluli
Berluli ist eine osttimoresische Siedlung im Suco Manutaci (Verwaltungsamt Ainaro, Gemeinde Ainaro).

## Geographie und Einrichtungen
Die Siedlung Berluli liegt im Südwesten der Aldeia Canudo in einer Meereshöhe von 914 m, an der Überlandstraße von Ainaro nach Maubisse. Der nächste Nachbar im Südwesten ist die
Gemeindehauptstadt Ainaro. Nördlich befindet sich der Ort Poreme. Zwischen Berluli und Poreme steht der Fatuk Maria (Marienfelsen) mit seiner Kapelle. Östlich liegt im Suco Soro das Dorf Mamurlau.
In Berluli befindet sich die Grundschule Manutaci.